# 辭書學
辭書學（英語：lexicography，又称词典学、词典编撰学）是研究词典（字典）的编撰、排版和使用方法的学科。

## 研究内容
- 词汇选择：决定哪些词需要收录
- 释义：为词汇提供清晰、准确的定义
- 语境：选择例句以展示词汇在实际使用中的含义和用法
- 功能性：根据目标用户的需求设计词典，如学习者词典、专业词典或多语言词典

### 示例
百科全书 （bǎi kē quán shū）：一种全面汇集各种学科或特定领域知识的参考书。利用~

#### 说明
在以上示例中，百科全书 是被解释的词语，而括号内是该词语的拼音，冒号后是解释，最后一句是例句。很多词语都会用  ~ 省略被解释的词。

## 延伸阅读
- 《辞书论集》，上海市辞书学会论文选